# Gary Rossington
Gary Robert Rossington (Jacksonville, Florida,  SAD, 4. prosinca 1951. - 5. ožujka 2023.), američki glazbenik, jedan je od osnivača sastava Lynyrd Skynyrd. Svira solo i ritam gitaru. 

## Životopis
Glazbenu karijeru započeo je svirajući bubnjeve zajedno s Bobom Burnsom, ali je konačan izbor bila gitara.
U ljeto 1964. zajedno je s Ronnijem Van Zantom, Allenom Collinsom, Larryjem Junstromom i Bobom Burnsom osnovao Lynyrd Skynyrd.  Pod utjecajem droge i alkohola 1976. doživio je prometnu nesreću. Pjesma "That Smell" koju su napisali Ronnie Van Zant i Allen Collins, objavljena na albumu Street Survivors spominje pojedinosti nesreće: Whiskey bottles and brand new cars, oak tree you're in my way.  There's too much coke and too much smoke...
Jedan je od šest članova koji su preživjeli zrakoplovnu nesreću sastava, 20. listopada 1977. uz teške ozljede. Zajedno s Allenom Collinsom 1980. osnovao je Rossington Collins Band. Izdali su dva studijska albuma, ali su se razišli 1982. nakon smrti Collinsove supruge. Dalje je nastavio djelovati zajedno sa suprugom Dale Krantz Rossington kao The Rossington Band, sve do ponovnog okupljanja Lynyrd Skynyrda krajem 1980-tih.

## Diskografija
| - (Pronounced 'Lĕh-'nérd 'Skin-'nérd) (1973.) - Second Helping (1974.) - Nuthin' Fancy (1975.) - Gimme Back My Bullets (1976.) - Street Survivors (1977.) - Lynyrd Skynyrd 1991 (1991.) - The Last Rebel (1993.) - Endangered Species (1994.) - Twenty (1997.) - Edge of Forever (1973.) - Christmas Time Again (2000.) | - Vicious Cycle (2003.) - God & Guns (2009.) - Last of a Dyin' Breed (2012.) - Anytime, Anyplace, Anywhere (1980.) - This Is the Way (1981.) - Returned to the Scene of the Crime (1986.) - Love Your Man (1988.) - Take It On Faith (2016.) |

## Vanjske poveznice
- Stranice sastava Lynyrd Skynyrd